# Залесский, Григорий Денисович
Григо́рий Дени́сович Зале́сский (13 января 1902, село Драки, Ошмянский уезд, Виленская губерния, Российская империя — 21 декабря 1966, Новосибирск, РСФСР, СССР) — доктор медицинских наук (1945), профессор (1945), заслуженный деятель РСФСР (1958), ректор НГМИ. Основоположник сибирской научной и клинической школы терапевтов.

## Биография
Родился в крестьянской семье, в селе Драки Сморгонской волости Ошмянского уезда Виленской губернии (ныне — Белоруссия).
В 1926 году окончил Омский медицинский институт. Работал клиническим ординатором на кафедре факультетской терапии.
В 1928 году был избран ассистентом кафедры физиотерапии и курортологии ТГУ.
В 1931 году присвоено звание доцента. С 1939 года заведовал кафедрой факультетской терапии Омского медицинского института.
В 1934 году занимался исследованием физиологии, патологии и проницаемости капилляров, их ролью в развитии болезней.
В 1945 получил звание профессора по внутренним болезням.
В 1947 году Залесский вступил в должность ректора НГМИ и заведовал кафедрой факультетской терапии до конца жизни.

## Научный вклад
Основоположник сибирской терапевтической школы, которая внесла большой вклад в исследование этиологических проблем, проблем аутоиммунной концепции возникновения ревматизма и создание способов его лечения. Большое значение имеют научные работы учёного в сфере исследования ревматизма вирусного происхождения, благодаря которым Залесский стал известен в Советском Союзе и за рубежом. В 1956 году предложил способ лечения ревматоидного артрита с помощью плацентарной крови.

## Научные труды
Автор свыше 50 научных работ и 2 монографий.

## Награды
- орден Ленина
- орден Трудового Красного Знамени
- орден «Знак Почёта»
- медаль «За трудовую доблесть»

## Память
Похоронен на Заельцовском кладбище в Новосибирске.
Именем учёного названа улица в Заельцовском районе Новосибирска. В честь Залесского была названа клиника факультетской терапии лечебного факультета НГМА (совр. НГМУ).